# بوندنو
بوندنو (به ایتالیایی: Bondeno) یک کومونه و زیستگاه انسانی در ایتالیا است که در استان فرارا واقع شده‌است.

## خصوصیات
بوندنو ۱۷۵٫۱ کیلومترمربع مساحت و ۱۴٬۸۸۷ نفر جمعیت دارد و ۱۳ متر بالاتر از سطح دریا واقع شده‌است.

## خواهرخوانده
شهرهای دیلینگن آن در دانوب و بیهاچ خواهرخوانده‌های بوندنو هستند.